# 约翰·莫里斯
约翰·莫里斯（英語：John Morris，1978年12月16日—），加拿大男子冰壶运动员。他曾代表加拿大获得2010年冬季奥运会男子冰壶金牌和2018年冬季奥运会混合双人冰壶金牌。